# Singulari quadam (Pio X.)
Singulari quadam (hrvatski: ...) je 17. enciklika pape Pija X. Objavljena je 24. rujna 1912. godine. Glavna tema enciklike je o organizaciji rada u Njemačkoj.
U njoj papa rješava spor u prilog berlinske struje, dozvoljavajući privremeno biskupima, toleriranje u svojim biskupijama već postojeće međuvjerske strukovne organizacije, ali pod uvjetom, da svaki međuvjersko-strukovno organizirani radnik bude istodobno u jednom katoličkom prosvjetnom udruženju.

## Poveznice
- Pio X.
- Enciklike Pija X.

## Vanjske poveznice
- Tekst enciklike na engleskom